# Extended MMX
Extended MMX (Розширений MMX) стосується одного з двох можливих розширень набору інструкцій MMX для x86.

## Intel Extended MMX
До розширень Streaming SIMD від Intel включено низку нових інструкцій, які розширили можливості MMX. AMD включила цю підмножину розширених інструкцій MMX у мікроархітектуру Athlon. Ці інструкції широко відомі як «розширені інструкції MMX» (англ. Extended MMX instructions).
Дебютували в травні 1999 року в процесорі Intel Pentium III як частина набору інструкцій SSE. Наступного місяця, наприкінці червня 1999 року, випущено процесор AMD Athlon, який мав розширені інструкції MMX, але не SSE.
Нині ці розширені інструкції MMX відомі як спільна підмножина розширень MMX, які працюють як на AMD Athlon, так і на процесорах Intel із підтримкою SSE.

## Cyrix EMMI (Extended Multi-Media Instructions)
Менш відомий термін «Extended MMX» також може стосуватися оригінального Cyrix EMMI (Extended Multi-Media Instructions - розширені мультимедійні інструкції). Цей набір інструкцій розробила компанія Cyrix і реалізувала на їхніх процесорах 6x86 MX і MII. Він розширив набір інструкцій MMX 12 новими інструкціями, корисними в мультимедійних програмах. Розширення не були ввімкнені за замовчуванням, активувати їх слід було в BIOS або програмним шляхом. EMMI ніколи не мали значної підтримки від розробників програмного забезпечення та не визнавалися конкурентами Cyrix (деякі інструкції Intel SSE навіть використовують спільні коди операцій з інструкціями EMMI). Їх не реалізовано в жодному процесорі після MII. Набір інструкцій EMMI включав:
- paddsiw
- paveb
- pdistib
- pmachriw
- pmagw
- pmulhrw
- pmulhriw
- pmvzb
- pmvnzb
- pmvlzb
- pmvgezb
- psubsiw